# Rowell Peak
Der Rowell Peak ist ein 1725 m hoher Berg im Norden des ostantarktischen Viktorialands. Er ist der höchste Gipfel des Reilly Ridge in der Lanterman Range der Bowers Mountains.
Das New Zealand Antarctic Place-Names Committee benannte ihn 1983 nach dem Geologen Albert John Rowell (* 1929), der im Rahmen des New Zealand Antarctic Research Programme zwischen 1981 und 1982 in diesem Gebiet tätig war.